# Удруса
Удруса — река в России, протекает по Брейтовскому району Ярославской области. Исток реки находится в урочище Ветряки. Река течёт преимущественно на северо-восток. Протекает в основном в обжитом районе, через деревни Крутец, Ивановка, Тынково, Дуденево. Около деревни Ивановка отметка уровня воды 150,2 м. Ниже деревни Дуденево впадает левый приток Ветка. Далее протекает через деревни Логинцево и Медведково и между деревнями Ножовники и Новинка, где реку пересекает дорога Брейтово — Прозорово, после чего следует устье реки, которое находится в Рыбинском водохранилище. Длина реки составляет 16 км.

## Данные водного реестра
По данным государственного водного реестра России относится к Верхневолжскому бассейновому округу, водохозяйственный участок реки — Рыбинское водохранилище до Рыбинского гидроузла и впадающие в него реки, без рек Молога, Суда и Шексна от истока до Шекснинского гидроузла, речной подбассейн реки — Реки бассейна Рыбинского водохранилища. Речной бассейн реки — (Верхняя) Волга до Куйбышевского водохранилища (без бассейна Оки).
Код объекта в государственном водном реестре — 08010200412110000004903.